# Eilema testaceoflava
Eilema testaceoflava là một loài bướm đêm thuộc phân họ Arctiinae, họ Erebidae.